# 內洛爾縣

內洛爾縣在安得拉邦的位置

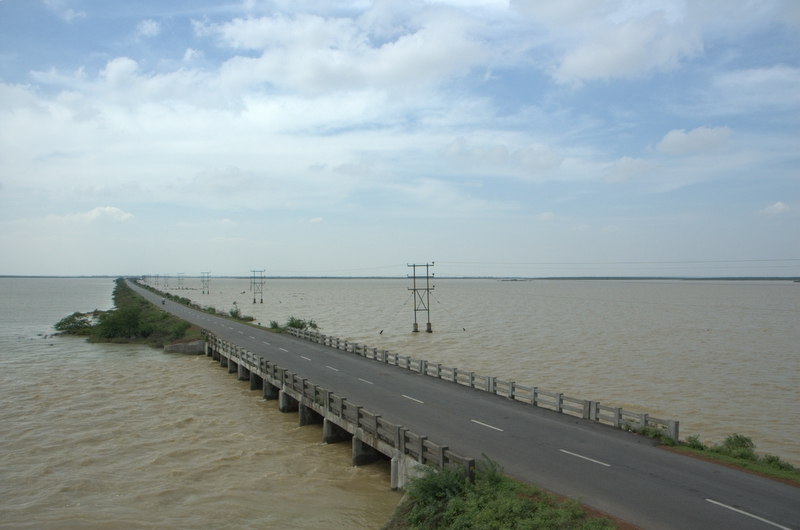

內洛爾縣是印度安得拉邦的一個縣，位於該國東南部，面積13,076平方公里，每年平均降雨量1,095毫米，2011年人口2,966,082，人口密度每平方公里227人。

## 交通
印度安得拉邦內洛爾及其地地區有不同的運輸方式。包括个人使用的嘟嘟車、自行车到公共交通系統的公共汽車、火車和船隻。內洛爾的道路總長度為1189.95公里。

## 外部連結
- Official website
- state government statistics about nellore district
- Stamp On Potti Sriramulu Released By Government Of India